# Pierwszy improwizowany pociąg pancerny Obrony Wybrzeża
Pociąg Pancerny Obrony Wybrzeża, pierwszy – pociąg opancerzony Wojska Polskiego II RP, improwizowany podczas kampanii wrześniowej przez Lądową Obronę Wybrzeża.
Latem 1939 roku dowództwo Lądowej Obrony Wybrzeża postanowiło sformować jednostkę pociągów pancernych do obrony wybrzeża. W warsztatach portowych Marynarki Wojennej w Gdyni opancerzono prowizorycznie (workami z piaskiem) dwie lory i dwa wagony, uzbrojone w dwa działa 75 mm z flotylli rzecznej w Pińsku; załogę skompletowano z 3 baterii morskiego dywizjonu artylerii lekkiej. Pociąg ten był gotowy 26 sierpnia. Pod dowództwem por. Zygmunta Budzyńskiego, przydzielony został do batalionu ON „Kartuzy IV”, gdzie został podzielony na dwa działony. Pierwszy patrolował linię kolejową Somonino – Kartuzy, drugi wyrzucił ze stacji Stara Piła oddział 2 pułku gdańskiej Landespolizei. 2 września pociąg prowadził pojedynek artyleryjski baterią gdańskiego dywizjonu artylerii ostrzeliwującego Żukowo. 3 września nad ranem 2 pułk Landespoliei zdobył Żukowo i elektrownię Rutki, ale został wyparty przez kontratak dwóch plutonów IV batalionu wspartych pociągiem pancernym; Niemcy odbili ten teren dopiero wieczorem.
Rano 4 września na IV batalion uderzyła 207 Dywizja Piechoty. Pociąg stoczył pojedynek z artylerią niemiecką i wycofał się na północ na Kartuzy. Połączenie kolejowe z Gdynią było przerwane, Niemcy zajęli Kartuzy. Nie widząc możliwości skutecznej obrony i uratowania pociągu, został on opuszczony, po zdemontowaniu dział i zniszczeniu urządzeń celowniczych.